# Snepkensvijver-Heiberg

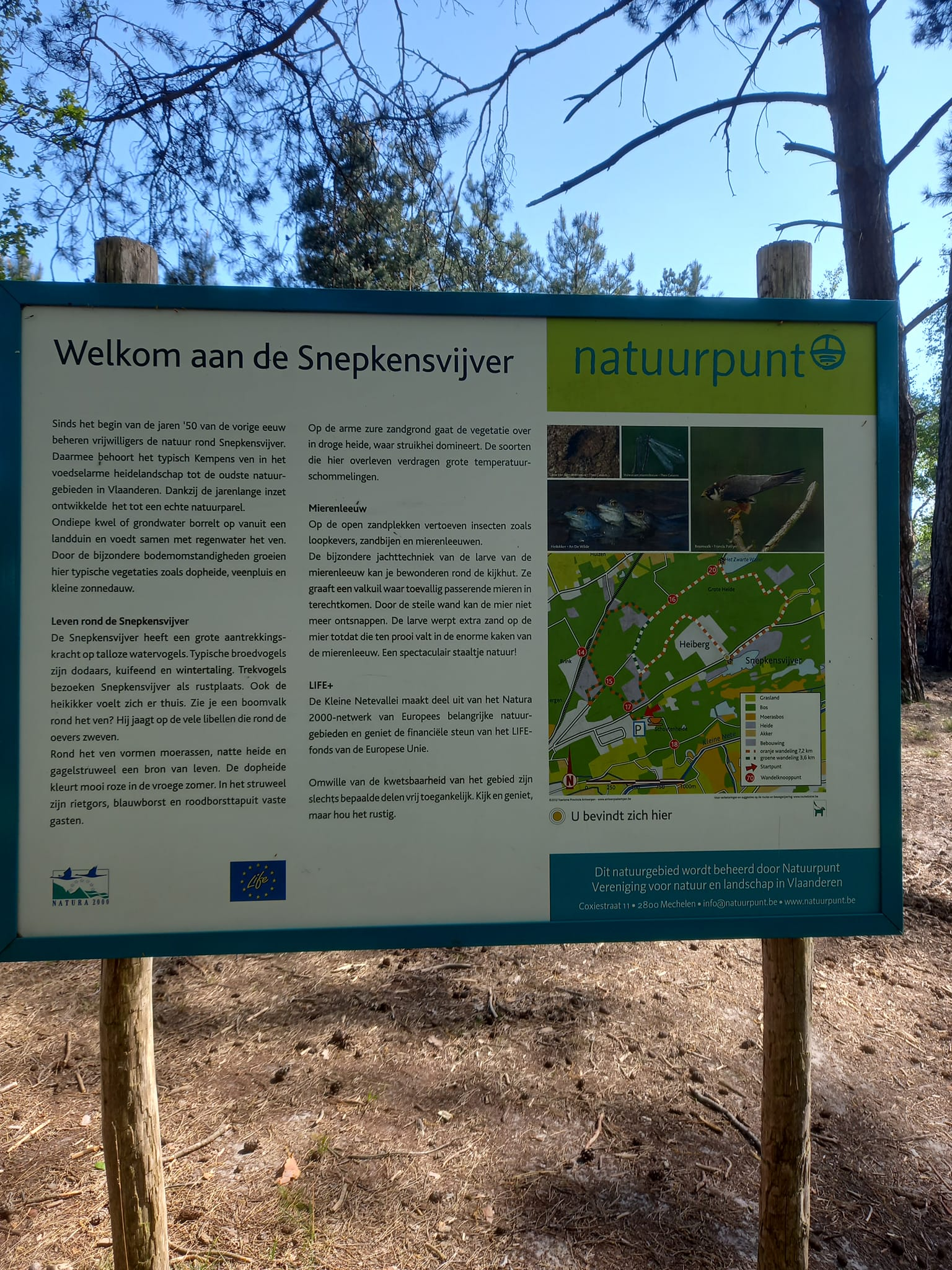

Snepkensvijver-Heiberg is een natuurgebied in de tot de Antwerpse gemeente Kasterlee behorende plaats Lichtaart, gelegen nabij de Lichtaartseweg 216. Het is onderdeel van Natura 2000-gebied Valleigebied van de Kleine Nete met brongebieden, moerassen en heiden (habitatrichtlijngebied).
Het gebied ligt op en naast de Kempense Heuvelrug en wordt beheerd door Natuurpunt. Aan de voet van deze heuvelrug vindt men een moerassig gebied waarin ook een ven is gelegen.
De Heiberg ligt op de heuvelrug en is beplant met Corsicaanse den. Hier vindt men nog struikhei, dophei, kruipbrem en stekelbrem. Er zijn ook struwelen van wilde gagel.
Hier ligt ook het Lavendelven. Dit is een ringven waar onder meer lavendelhei te vinden is.

## Vogels
Vooral de Snepkensvijver trekt veel vogels zoals tafeleend, kuifeend, dodaars, blauwborst, rietgors, roodborsttapuit. In de bossen huizen bosuil, havik en boomvalk.

## Toegankelijkheid
Het gebied is vrij toegankelijk. Er zijn wandelingen uitgezet.